# Microchrysa
Genre
Microchrysa est un genre d'insectes diptères brachycères de la famille des Stratiomyidae. Les adultes ont le corps plat, étroit et allongé. Les ailes repliées au-dessus du corps peuvent dissimuler des couleurs vives. 

## Liste des espèces
Selon BioLib (20 mai 2024) :
- Microchrysa cyaneiventris (Zetterstedt, 1842)
- Microchrysa flavicornis (Meigen, 1822)
- Microchrysa flaviventris (Wiedemann, 1824)
- Microchrysa fuscistigma de Meijere, 1913
- Microchrysa polita (Linnaeus, 1758)
- Microchrysa splendens (Schiner, 1868)

Espèces européennes selon Fauna Europaea (19 décembre 2021) :
- Microchrysa cyaneiventris
- Microchrysa flavicornis
- Microchrysa polita